# Hakim Toumi
Hakim Toumi, född 30 januari 1961, är en algerisk friidrottare. Han deltog vid olympiska sommarspelen 1984 och olympiska sommarspelen 1988.